# 1558 en arts plastiques
| Années des arts plastiques : 1555 - 1556 - 1557 - 1558 - 1559 - 1560 - 1561    |
| Décennies des arts plastiques : 1520 - 1530 - 1540 - 1550 - 1560 - 1570 - 1580 |

Cette page concerne l'année 1558 en arts plastiques.

## Œuvres
La chute d'Icare de Pieter Bruegel

## Naissances
- Janvier ou Février : Hendrik Goltzius, dessinateur, peintre et graveur néerlandais († 1er janvier 1617),
- 6 octobre : Jacob Bunel, peintre français  de la seconde école de Fontainebleau († 14 octobre 1614),
- 19 octobre : Giovanni Alberti, peintre italien († 10 août 1601),
- ? :
  - Chen Jiru, peintre et écrivain chinois († 1639),
  - Giovanni Simone Comandè, peintre italien († 1630),
  - Baldassare Croce, peintre italien († 8 novembre 1628),
  - Hon'ami Kōetsu, céramiste, calligraphe, peintre, poète et potier japonais († 27 février 1637),
  - Jan de Wael I, peintre et graveur flamand († 7 décembre 1633).

## Décès
- Date précise inconnue :
- Hans Döring, peintre et graveur sur bois allemand (° vers 1490).